# Adelskalenderen på skøjter
Adelskalenderen er i hurtigløb på skøjter en central og objektiv rangering af skøjteløbere baseret på personlige rekorder. Rangeringen følger det samme princip, som bruges i 'allroundmesterskab' på skøjter som består af 500, 1.000, 1.500 og 5.000 meter for kvinder og 500, 1.500, 5.000 og 10.000 meter for mænd. Rangeringen generes efter tiderne, hvor skøjteløberen med den laveste pointsum rangeres på 1. pladsen. Tiden på hver distance regnes om til sekunder og deles på antallet af 500 meter, distancen består af. For eksempel deles tiden på 5.000 meter med 10 ,da en 5.000 meter er 10 gange så langt som en 500 meter. En tid på 5.000 meter på 6 minutter og 35,67 sekunder vil give pointsummen 39,567 efter følgende udregning: ((6*60)+35,67)/10 = 39,567. Pointsummen for en skøjteløber på adelskalenderen bliver summen af tidspoint for de fire distancer, som indgår i adelskalenderen. Dersom en tid på en distance giver tidspoints med mere end 3tredecimaler ,rundes det ned til nærmeste tusinddel ,før tidspointene på hver distance lægges sammen til skøjteløberens samlede pointsum.
En nærmere redegørelse kan læses i opslagsværket "Norge på Terskelen" (Direkteforlaget, Oslo 2000, side 62-63), hvorfra følgende citat stammer: 
"Adelskalenderen mente noen at gikk i glemmeboken i Norge etter at adelen i 1816 frasa seg sine privilegier (som Stortinget deretter opphevet i 1821), men Rocambole var ikke død! For i 1950-årene gjenoppstod kalenderen som navn på den fortløbende justérbare oversikt over verdens beste skøjteløberes personlige rekorder på de fire klassiske distanser – 500, 1.500, 5.000 og 10.000 meter – alt omregnet i sammenlagtpoeng basert på anvendte sekunder i gjennomsnitt per 500 m av hver distanse. Etter ethvert skøjteløb kunne enhver nordmann med avis eller rejseradio, ved hjelp af enkel hoderegning, selv oppjustere adelskalenderen. Dette gjorde adelskalenderen til den mest demokratiske kalenderen i verden."
Adelskalenderen på skøjter er en unik disciplin inden for idrætten og er fortsat en liges å objektiv oversigt, efter at hundredelene blev indført, bare mere præcis. For enkelte løbere er den bedst mulig tid på enkeltdistancerne endda vigtigere end den bedste mulige pointsum på adelskalenderen som følge af indførelsen af VM på enkeltdistanser fra det første enkeltdistance-VM på Hamar, Norge, 1996. Hurtigløb på skøjter er selve idrætstatistikkens højborg, ikke mindst takket være adelskalenderen.

## Adelskalenderen for kvinder
Pr. 30. juni 2005 :
```
Rnk Navn                     Land  NR   Født    500m    1500m   3.000m   5.000m     poeng    år 
  1 KLASSEN Cindy             CAN  (1)  120879  38.30  1.53.87  3.58.97  6.55.89   157.673  2005
  2 FRIESINGER Anni           GER  (1)  110177  38.60  1.54.02  3.59.39  6.58.39   158.343  2002
  3 PECHSTEIN Claudia         GER  (2)  220272  39.85  1.54.83  3.57.70  6.46.91   158.433  2004
  4 BARYSJEVA Varvara         RUS  (1)  240377  38.86  1.55.22  4.05.73  6.56.97   159.918  2002
  5 RODRIGUEZ Jennifer        USA  (1)  080676  37.94  1.55.26  4.04.99  7.07.93   159.984  2005
  5 GROENEWOLD Renate         NED  (1)  081076  39.48  1.55.68  3.58.94  7.01.21   159.984  2005
  7 TABATA Maki               JPN  (1)  091174  39.18  1.54.76  4.01.01  7.05.49   160.150  2002
  8 NIEMANN Gunda             GER  (3)  070566  40.34  1.55.62  4.00.26  6.52.44   160.167  2001
  9 de JONG Tonny             NED  (2)  190774  39.36  1.56.02  4.00.49  7.01.17   160.231  2002
 10 de LOOR Barbara           NED  (3)  260574  39.79  1.55.83  4.04.56  7.07.49   161.909  2005
 
 11 GROVES Krisy              CAN  (2)  041276  39.97  1.57.76  4.05.61  6.57.61   161.919  2005
 12 CRAMER Wieteke            NED  (4)  130681  39.40  1.57.64  4.05.55  7.05.94   162.132  2004
 13 HUNYADY Emese             AUT  (1)  040366  38.87  1.56.51  4.06.55  7.15.23   162.320  2002
 14 WÜST Ireen                NED  (5)  010486  39.29  1.56.69  4.07.71  7.09.23   162.394  2005
 15 HUGHES Clara              CAN  (3)  270972  41.33  1.58.25  4.03.14  6.53.53   162.622  2005
 16 ANSCHÜTZ Daniela          GER  (4)  201174  39.70  1.57.49  4.07.33  7.07.70   162.854  2005
 17 THOMAS Annamarie          NED  (6)  150971  38.97  1.55.50  4.11.45  7.16.97   163.075  2002
 18 SONG Li                   CHN  (1)  100381  39.06  1.55.79  4.07.01  7.23.15   163.139  2001
 19 VIS Marja                 NED  (7)  150177  39.86  1.57.30  4.06.25  7.13.54   163.355  2002
 20 NEMOTO Nami               JPN  (2)  240375  40.66  1.58.56  4.06.44  7.08.60   164.113  2005
 
 21 RANEY Catherine           USA  (2)  200680  41.05  1.58.51  4.06.07  7.06.89   164.253  2005
 22 ANKONÉ Fréderique         NED  (8)  071281  40.53  1.58.33  4.09.53  7.07.26   164.287  2005
 23 OVERLAND Cindy            CAN  (4)  190276  39.78  1.57.67  4.11.24  7.14.31   164.307  2002
 24 PROKASJEVA Ljudmila       KAZ  (1)  230169  41.06  1.58.64  4.05.01  7.09.42   164.383  2001
 25 KLEINSMAN Moniek          NED  (9)  031182  40.41  1.59.51  4.07.60  7.08.77   164.389  2005
 26 van GOOZEN Helen          NED (10)  251280  40.89  1.59.28  4.06.40  7.06.84   164.400  2005
 27 SEO Eriko                 JPN  (3)  120379  40.52  1.58.46  4.08.52  7.09.95   164.421  2002
 28 ISHINO Eriko              JPN  (4)  011285  40.28  1.58.79  4.09.26  7.11.27   164.546  2005
 29 SMIT Gretha               NED (11)  200176  42.18  2.02.02  4.05.25  6.49.22   164.650  2004
 30 BAK Eun-Bi                KOR  (1)  140979  40.02  1.59.54  4.09.91  7.13.60   164.877  2000
 
 31 JAKSJINA Valentina        RUS  (2)  060274  41.11  1.59.28  4.08.93  7.08.42   165.200  2002
 32 TRAPETZNIKOVA Tatjana     RUS  (3)  031273  40.36  1.58.43  4.08.49  7.20.19   165.270  2002
 33 SUNDSTROM Becky           USA  (3)  100576  38.49  1.57.28  4.14.60  7.33.80   165.396  2003
 34 LAMB Maria                USA  (4)  040186  40.35  1.58.88  4.10.50  7.17.00   165.426  2005
 35 POLOZKOVA Natalja         RUS  (4)  020472  40.02  1.56.25  4.08.60  7.32.92   165.495  2001
 36 SIMPSON Kerry             CAN  (5)  061181  39.08  1.57.57  4.13.49  7.31.21   165.639  2003
 37 TARASOVA Olga             RUS  (5)  280271  40.34  1.58.83  4.12.27  7.17.31   165.726  2005
 38 BASJANOVA Svetlana        RUS  (6)  011272  40.77  1.59.46  4.12.02  7.13.12   165.905  2000
 39 HOLZER Kristine           USA  (5)  210374  41.52  1.58.24  4.09.85  7.13.55   165.929  2005
 40 WÓJCICKA Katarzyna        POL  (1)  010180  40.17  1.59.91  4.10.97  7.19.82   165.950  2005
 
 41 de VRIES Elma             NED (12)  200383  40.06  1.58.93  4.09.66  7.27.90   166.103  2004
 42 't HART Sandra            NED (13)  300874  40.00  1.58.95  4.14.31  7.20.70   166.105  2005
 43 RISLING Tara              CAN  (6)  270781  40.49  2.00.11  4.11.83  7.16.94   166.191  2005
 44 WANG Fei                  CHN  (2)  200884  39.81  1.59.83  4.13.85  7.21.40   166.201  2005
 45 VYSOKOVA Svetlana         RUS  (7)  120572  40.50  2.01.82  4.11.37  7.12.02   166.203  2005
 46 WIJSMAN Marieke           NED (14)  090575  38.31  2.00.03  4.17.22  7.30.33   166.223  2002
 47 KALEX Katrin              GER  (5)  140279  40.46  2.00.89  4.11.41  7.17.22   166.379  2005
 48 MAYR Nicola               ITA  (1)  060478  39.85  1.59.89  4.14.41  7.22.20   166.434  2005
 49 GAO Yang                  CHN  (3)  021280  40.11  1.59.51  4.12.39  7.24.61   166.472  2005
 50 SLOT Nicole               CAN  (7)  130469  41.44  1.58.70  4.10.61  7.17.21   166.495  2002
```

## Nordiske løbere blandt 112 løbere under 170 tidspoint
```
 52 TØNSBERG Annette          NOR  (1)  020470  40.24  2.00.10  4.12.92  7.21.57   166.583  1999
 76 HAUGLI Maren              NOR  (2)  030385  41.21  2.02.02  4.15.44  7.15.33   167.989  2005
 86 BJELKEVIK Hedvig          NOR  (3)  180481  40.12  2.02.26  4.16.03  7.33.17   168.861  2004
 89 BJELKEVIK Annette         NOR  (4)  120578  40.00  2.00.66  4.16.74  7.39.68   168.978  2005
107 TVETER Anne Therese       NOR  (5)  050576  41.93  2.04.88  4.14.25  7.19.04   169.835  2001
```

## Adelskalenderen for mænd pr. 30. juni 2005
:
```
  Nr Navn                    Land  NR   Født    500m    1500m   5.000m   10.000m    poeng     år
 1 UYTDEHAAGE Jochem         NED  (1)  090776  36.40  1.44.57  6.14.66  12.58.92  147.668  (2005)
 2 HEDRICK Chad              USA  (1)  170477  36.37  1.45.07  6.19.40  13.03.99  148.532  (2005)
 3 DAVIS Shani               USA  (2)  130882  35.43  1.43.33  6.24.00  13.25.51  148.548  (2005)
 4 PARRA Derek               USA  (3)  150370  35.88  1.43.95  6.17.98  13.33.44  149.000  (2002)
 5 ROMME Gianni              NED  (2)  120273  36.97  1.47.88  6.14.70  13.03.40  149.570  (2005)
 6 SJEPEL Dmitrij            RUS  (1)  080878  36.13  1.45.98  6.21.85  13.23.83  149.832  (2002)
 7 BOUTIETTE K. C.           USA  (4)  110470  36.09  1.46.78  6.22.97  13.21.06  150.033  (2004)
 8 RITSMA Rintje             NED  (3)  130470  35.90  1.45.86  6.25.55  13.28.19  150.150  (2002)
 9 FABRIS Enrico             ITA  (1)  051081  36.71  1.46.65  6.18.34  13.22.99  150.243  (2005)
10 VERHEIJEN Carl            NED  (4)  260575  37.14  1.47.42  6.18.12  13.10.54  150.285  (2005)
 
11 MOLICKI Dustin            CAN  (1)  130875  36.19  1.46.00  6.26.29  13.34.58  150.881  (2002)
12 KRAMER Sven               NED  (5)  230486  37.02  1.48.23  6.24.29  13.09.65  151.007  (2005)
13 de JONG Bob               NED  (6)  131176  37.86  1.48.22  6.18.16  13.05.44  151.021  (2005)
14 TUITERT Mark              NED  (7)  040480  35.93  1.46.28  6.27.63  13.38.91  151.064  (2005)
15 WENNEMARS Erben           NED  (8)  011175  34.68  1.44.45  6.34.62  14.04.52  151.184  (2005)
16 JANMAAT Sicco             NED  (9)  221178  36.97  1.47.46  6.22.88  13.26.55  151.405  (2005)
17 SAJUTIN Vadim             RUS  (2)  311270  37.67  1.46.99  6.23.47  13.17.83  151.571  (2002)
18 SIGHEL Roberto            ITA  (2)  170267  36.93  1.47.47  6.25.11  13.26.19  151.573  (2002)
19 SHIRAHATA Keiji           JPN  (1)  081073  37.18  1.47.78  6.26.04  13.19.92  151.706  (2002)
20 POSTMA Ids                NED (10)  281273  35.99  1.45.41  6.32.92  13.45.91  151.713  (2002)
 
21 ERVIK Eskil               NOR  (1)  110175  37.30  1.48.25  6.23.40  13.20.02  151.724  (2005)
22 PRINSEN Tom               NED (11)  090982  37.09  1.47.70  6.26.29  13.22.88  151.763  (2004)
23 ELM Steven                CAN  (2)  120875  36.29  1.46.89  6.29.86  13.42.70  152.041  (2005)
24 BORGERSEN Odd             NOR  (2)  100480  38.17  1.49.57  6.20.78  13.15.67  152.554  (2005)
25 CHEEK Joey                USA  (5)  220679  34.66  1.44.98  6.42.57  14.13.81  152.600  (2003)
26 VELDKAMP Bart             BEL  (1)  221167  37.55  1.49.00  6.23.64  13.27.48  152.621  (2002)
27 SKOBREV Ivan              RUS  (3)  030283  36.63  1.48.75  6.30.52  13.36.14  152.739  (2005)
28 CALLIS Chris              USA  (6)  081179  35.71  1.45.84  6.36.29  14.04.02  152.820  (2003)
29 MARSHALL Kevin            CAN  (3)  120173  36.11  1.46.75  6.34.37  13.54.11  152.835  (2002)
30 NOAKE Hiroyuki            JPN  (2)  240874  35.61  1.46.34  6.33.49  14.08.96  152.853  (2001)
 
31 ANDERSEN Petter           NOR  (3)  020174  35.52  1.46.88  6.34.81  14.05.19  152.886  (2005)
32 SÆTRE Lasse               NOR  (4)  100374  38.15  1.49.36  6.24.64  13.16.92  152.913  (2004)
33 LALENKOV Jevgenij         RUS  (4)  160281  35.78  1.45.97  6.38.36  14.01.03  152.990  (2004)
34 GRØDUM Øystein            NOR  (5)  150277  39.13  1.50.80  6.16.74  13.05.44  153.009  (2005)
35 BREUER Christian          GER  (1)  031176  35.57  1.47.50  6.35.22  14.01.80  153.015  (2002)
36 SOLINGER Yuri             NED (12)  190879  36.24  1.46.50  6.32.62  14.01.14  153.059  (2005)
37 van de RIJST Ralf         NED (13)  160377  36.69  1.47.29  6.31.85  13.49.91  153.133  (2005)
38 RÖJLER Johan              SWE  (1)  111181  37.05  1.49.33  6.29.21  13.34.81  153.154  (2005)
39 HERSMAN Martin            NED (14)  260274  36.38  1.46.76  6.31.62  14.01.42  153.199  (2002)
40 KIBALKO Aleksandr         RUS  (5)  251073  35.64  1.46.42  6.32.56  14.16.63  153.200  (2004)
 
41 WARSYLEWICZ Justin        CAN  (4)  191185  37.13  1.47.64  6.27.68  13.49.27  153.241  (2005)
42 DANKERS Arne              CAN  (5)  010680  37.96  1.47.83  6.24.05  13.39.92  153.304  (2005)
43 HIRAKO Hiroki             JPN  (3)  060882  37.67  1.49.17  6.30.46  13.27.88  153.500  (2002)
44 SØNDRÅL Ådne              NOR  (6)  100571  35.72  1.45.26  6.40.53  14.13.12  153.515  (2002)
45 KNOLL Mark                CAN  (6)  260776  37.00  1.48.54  6.30.63  13.47.96  153.641  (2003)
46 MEIJER Jarno              NED (15)  141178  37.27  1.47.27  6.32.32  13.48.20  153.668  (2003)
47 MIYAZAKI Kesato           JPN  (4)  040481  37.53  1.48.92  6.32.81  13.31.24  153.679  (2005)
48 BEULENKAMP Jelmer         NED (16)  161177  36.98  1.47.57  6.32.19  13.53.86  153.748  (2002)
49 TREVENA Jondon            USA  (7)  100772  36.84  1.48.56  6.30.15  13.55.60  153.821  (2002)
50 TSYBENKO Sergej           KAZ  (1)  091273  36.35  1.46.40  6.32.92  14.14.54  153.835  (2002)
```

## Nordiske løbere blandt 594 løbere under 165 tidspoint
```

 21 ERVIK Eskil               NOR  (1)  110175  37.30  1.48.25  6.23.40  13.20.02  151.724  (2005)
 24 BORGERSEN Odd             NOR  (2)  100480  38.17  1.49.57  6.20.78  13.15.67  152.554  (2005)
 31 ANDERSEN Petter           NOR  (3)  020174  35.52  1.46.88  6.34.81  14.05.19  152.886  (2005)
 32 SÆTRE Lasse               NOR  (4)  100374  38.15  1.49.36  6.24.64  13.16.92  152.913  (2004)
 34 GRØDUM Øystein            NOR  (5)  150277  39.13  1.50.80  6.16.74  13.05.44  153.009  (2005)
 38 RÖJLER Johan              SWE  (1)  111181  37.05  1.49.33  6.29.21  13.34.81  153.154  (2005)
 44 SØNDRÅL Ådne              NOR  (6)  100571  35.72  1.45.26  6.40.53  14.13.12  153.515  (2002)
 56 BJØRGE Stian              NOR  (7)  310776  37.88  1.49.15  6.28.77  13.38.75  154.077  (2001)
 62 BØKKO Håvard              NOR  (8)  020287  37.00  1.50.75  6.31.91  13.46.08  154.411  (2005)
 76 ROSENDAHL Vesa            FIN  (1)  051275  37.08  1.48.02  6.39.87  13.59.91  155.068  (2005)
  
 78 KOSS Johann Olav          NOR  (9)  291068  37.98  1.51.29  6.34.96  13.30.55  155.099  (1994)
 82 ERVIK Arild Nebb          NOR (10)  040278  37.72  1.49.51  6.32.11  13.54.24  155.146  (2005)
 83 FALK Sebastian            SWE  (2)  050677  37.81  1.50.45  6.29.50  13.51.75  155.163  (2005)
 95 STORELID Kjell            NOR (11)  241070  38.86  1.52.19  6.30.05  13.27.24  155.623  (2002)
 98 BORGERSEN Reidar          NOR (12)  100480  39.09  1.52.01  6.32.37  13.20.77  155.701  (2003)
120 VALTONEN Jarmo FIN (2) 110781 36.76 1.50.40 6.45.25 14.10.19 156.594 (2005)
130 HEREIDE Remi NOR (13) 250373 39.91 1.52.64 6.28.98 13.31.14 156.911 (2000)
139 TVENGE Ørjan NOR (14) 030374 38.72 1.51.96 6.39.06 13.45.59 157.225 (2001)
147 BAKKE Andreas Snare NOR (15) 100375 38.5 1.53.10 6.35.51 13.51.26 157.314 (2002)
158 ROSENDAHL Risto FIN (3) 231179 35.58 1.47.89 6.53.79 14.51.39 157.491 (2005)
  
163 GUSTAFSON Tomas SWE (3) 281259 38.10 1.53.22 6.44.51 13.48.20 157.701 (1991)
166 CHRISTIANSEN Henrik NOR (16) 100283 38.10 1.50.93 6.44.20 14.06.85 157.838 (2005)
169 ZACHRISSON Eric SWE (4) 080980 35.62 1.48.71 6.52.60 14.56.12 157.922 (2005)
177 SLINNING Olav NOR (17) 210583 38.82 1.51.41 6.42.3 13.59.54 158.163 (2005)
189 KRISTENSEN Preben NOR (18) 040383 38.84 1.54.44 6.41.00 13.50.36 158.604 (2005)
197 GRAVEM Øyvind NOR (19) 240878 38.40 1.52.33 6.45.1 14.11.59 158.932 (2004)
200 BAKKE Tor Snare NOR (20) 201179 37.70 1.52.03 6.50.14 14.18.82 158.998 (2004)
212 JOHANSEN Steinar NOR (21) 270272 38.28 1.52.88 6.45.11 14.17.93 159.313 (1998)
216 BRANDT Robert FIN (4) 211082 38.86 1.54.43 6.44.96 13.57.55 159.376 (2005)
220 KARLSTAD Geir NOR (22) 070763 39.41 1.55.24 6.43.59 13.48.29 159.596 (1992)
  
229 GRAVEM Pål NOR (23) 040875 36.01 1.47.35 6.57.33 15.28.11 159.931 (2002)
234 POUTALA Mika FIN (5) 200683 35.53 1.51.42 6.55.56 15.16.59 160.055 (2005)
240 HAUGLI Sverre NOR (24) 021082 38.68 1.53.10 6.48.61 14.18.51 160.166 (2005)
243 NYQUIST Halvar NOR (25) 141279 38.8 1.55.08 6.46.58 14.08.39 160.237 (2004)
252 NORDVIK Frode NOR (26) 270274 38.50 1.52.69 6.46.70 14.32.91 160.378 (1998)
258 DALEN Stian NOR (27) 031176 37.92 1.51.77 6.55.13 14.35.89 160.483 (2003)
260 SCHÖN Jonas SWE (5) 020469 38.9 1.54.92 6.48.05 14.10.15 160.518 (1996)
261 BÅRDSEN Edvin NOR (28) 231180 38.0 1.53.48 6.56.0 14.22.08 160.530 (2004)
265 FALK-LARSSEN Rolf NOR (29) 210260 37.88 1.54.26 6.50.93 14.30.34 160.576 (1988)
271 HASSEL Stefan SWE (6) 110876 37.51 1.54.31 6.55.63 14.31.48 160.750 (2001)
  
284 VITÉN Daniel SWE (7) 031176 37.78 1.51.50 6.50.99 14.57.93 160.941 (2000)
289 STILLERUD Arnt Olaf NOR (30) 031073 38.71 1.53.92 6.54.37 14.21.34 161.187 (2001)
323 ERIKSON Joel SWE (8) 160984 37.62 1.54.09 7.00.00 14.40.52 161.676 (2004)
331 PETTERSEN Sigurd NOR (31) 020679 38.38 1.54.26 6.57.42 14.32.18 161.817 (2003)
335 KARLBERG Joakim SWE (9) 180364 39.08 1.55.34 6.55.31 14.16.63 161.888 (1988)
359 KOLNES Kent NOR (32) 130678 39.43 1.54.43 6.53.78 14.27.71 162.336 (2001)
364 NIITTYLÄ Pertti FIN (6) 160156 38.90 1.56.48 6.53.28 14.26.57 162.382 (1988)
372 BENGTSSON Per SWE (10) 310567 39.6 1.56.97 6.48.87 14.22.15 162.584 (1993)
383 SPIDSBERG Gisle NOR (33) 180572 38.05 1.51.73 7.08.0 14.52.3 162.708 (1998)
384 NYLAND Bjørn NOR (34) 081062 38.2 1.56.08 6.58.31 14.39.72 162.710 (1987)
  
393 NIEMINEN Mikko FIN (7) 140870 40.12 1.55.19 6.56.03 14.15.28 162.883 (1998)
402 VÅRVIK Atle NOR (35) 121265 39.3 1.58.7 6.53.02 14.16.89 163.012 (1994)
406 STORHOLT Jan Egil NOR (36) 130249 38.07 1.55.18 7.01.16 14.49.26 163.042 (1978)
428 LANGEGÅRD Odd Øistein NOR (37) 220480 38.97 1.55.07 7.00.21 14.38.39 163.266 (2002)
441 JOHANNESSEN Kent Robin NOR (38) 180380 38.88 1.54.88 6.56.39 14.51.77 163.400 (2001)
448 STENSHJEMMET Kay Arne NOR (39) 090853 38.2 1.56.18 6.56.9 14.57.30 163.481 (1981)
475 MAGNUSSEN Tor Arve NOR (40) 180484 38.1 1.55.02 6.56.85 15.13.54 163.802 (2005)
482 STORDAL Rune NOR (41) 080479 36.63 1.47.84 7.26.85 15.32.7 163.896 (2005)
499 JANACEK Adam USA (42) 180480 38.26 1.55.29 7.03.45 14.59.92 164.031 (1983)
503 TVETER Thor Olav NOR (43) 250272 38.8 1.56.3 6.58.66 14.52.75 164.069 (1994)
  
509 TVERRÅEN Tarjei NOR (44) 060378 37.5 1.54.49 7.07.86 15.13.57 164.127 (2005)
533 JÄRVINEN Timo FIN (8) 081166 40.23 1.57.91 6.55.21 14.25.93 164.350 (1994)
534 MAGNUSSON Hans SWE (11) 050760 38.25 1.54.38 7.09.52 15.00.72 164.364 (1987)
559 HILLE Per Thomas NOR (45) 140772 39.8 1.57.86 6.56.9 14.36.5 164.601 (1995)
561 STORDAL Morten NOR (46) 111280 36.45 1.49.38 7.19.05 15.55.88 164.609 (2005)
585 SYVERTSEN Frode NOR (47) 140163 39.46 1.58.37 7.03.35 14.32.08 164.855 (1988)
591 BENGTSSON Claes SWE (12) 121059 38.47 1.55.16 7.11.59 14.58.38 164.934 (1988)

```

Forklaring til tabellen: Placering på adelskalenderen i verden – Navn – Land – (Placering på adelskalenderen i eget land) – Fødselsdato – Personlig rekord på 500 meter – Personlig rekord på
1.500 meter – Personlig rekord på 5.000 meter – Personlig rekord på 10.000 meter – Tidspoint på adelskalenderen – (Sæson for sidste personlige rekord). At der står år 2005 for Arild Nebb Ervik på den 152. plads er, fordi han har sat personlig rekord i 2004/2005-sæsonen, som formelt er fra og med den 1. juli 2004 til og med den 30. juni 2005.

## Udvikling i toppen af adelskalenderen
Tabellen viser lederen af adelskalenderen ved slutningen af alle sæsoner fra 1893 til 2005:
```
  År   Navn                     Land    Født   500m    1500m   5.000m   10.000m    poeng
 1893: ERICSSON Rudolf           SWE   061172  50.2   2.41.6   9.15.8   19.42.6   218.776
 1894: EDEN Jaap                 NED   191073  50.4   2.35.0   8.37.6   19.12.4   211.446
 1895: EDEN Jaap                 NED   191073  48.2   2.25.4   8.37.6   17.56.0   202.226
 1900: ØSTLUND Peder             NOR   070572  45.2   2.22.6   8.51.8   17.50.6   199.443
 1909: MATHISEN Oscar            NOR   041088  45.6   2.20.8   8.40.2   18.01.8   198.643
 1910: MATHISEN Oscar            NOR   041088  44.8   2.20.6   8.40.2   18.01.8   197.776
 1912: MATHISEN Oscar            NOR   041088  44.2   2.20.6   8.40.2   17.46.3   196.401
 1913: MATHISEN Oscar            NOR   041088  44.0   2.20.6   8.38.6   17.22.6   194.856
 1914: MATHISEN Oscar            NOR   041088  43.4   2.17.4   8.36.6   17.22.6   192.990
 1916: MATHISEN Oscar            NOR   041088  43.4   2.17.4   8.36.3   17.22.6   192.960 
 
 1920: MATHISEN Oscar            NOR   041088  43.3   2.17.4   8.36.3   17.22.6   192.860
 1929: MATHISEN Oscar            NOR   041088  43.0   2.17.4   8.36.3   17.22.6   192.560
 1930: BALLANGRUD Ivar           NOR   070304  43.8   2.19.1   8.21.6   17.22.6   192.456
 1935: BALLANGRUD Ivar           NOR   070304  43.4   2.19.1   8.21.6   17.22.6   192.056
 1936: BALLANGRUD Ivar           NOR   070304  43.4   2.17.4   8.17.2   17.22.6   191.050
 1937: STAKSRUD Michael          NOR   020608  42.8   2.14.9   8.19.9   17.23.2   189.916
 1939: BALLANGRUD Ivar           NOR   070304  42.7   2.14.0   8.17.2   17.14.4   188.806
 
 1942: SEYFFARTH Åke             SWE   151219  43.2   2.14.2   8.13.7   17.07.5   188.678
 1952: ANDERSEN Hjalmar          NOR   120323  43.7   2.16.4   8.07.3   16.32.6   187.526
 1954: MAMONOV Nikolaj           URS   ....23  42.2   2.17.4   8.03.7   16.52.2   186.980
 1955: SJILKOV Boris             URS   280627  42.8   2.10.4   7.45.6   16.50.2   183.336
 1959: JÄRVINEN Juhanni          FIN   090535  41.2   2.06.3   8.11.1   16.47.2   182.770
 
 1960: JOHANNESEN Knut           NOR   061133  42.3   2.12.2   7.53.1   15.46.6   181.006
 1963: NILSSON Jonny             SWE   090243  43.0   2.10.1   7.34.3   15.33.0   178.446
 1964: MOE Per Ivar              NOR   111144  41.6   2.09.5   7.38.6   15.47.8   178.016
 1965: MATUSEVITSJ Eduard        URS   161137  41.0   2.07.3   7.35.1   16.06.2   177.253
 1966: SCHENK Ard                NED   160944  41.0   2.05.3   7.35.2   16.02.8   176.426
 1967: VERKERK Kees              NED   281042  42.0   2.03.9   7.26.6   15.35.2   174.720
 1968: VERKERK Kees              NED   281042  40.4   2.02.6   7.19.9   15.28.7   171.691
 1969: VERKERK Kees              NED   281042  40.4   2.02.0   7.13.2   15.03.6   169.566
 1970: VERKERK Kees              NED   281042  40.4   2.01.9   7.13.2   15.03.6   169.533
 1971: SCHENK Ard                NED   160944  38.9   1.58.7   7.12.0   14.55.9   166.461
 1972: SCHENK Ard                NED   160944  38.9   1.58.7   7.09.8   14.55.9   166.241
 1976: van HELDEN Hans           NED   270448  39.03  1.55.61  7.07.82  14.59.09  165.302
 1977: MARTSJUK Sergej           URS   130452  38.45  1.56.4   6.58.88  14.39.56  163.116
 1978: BELOV Vladimir            URS   090454  37.90  1.56.70  6.59.8   14.42.1   162.885
 1979: HEIDEN Eric               USA   140658  37.80  1.55.68  6.59.15  14.43.11  162.430
 
 1980: HEIDEN Eric               USA   140658  37.63  1.54.79  6.59.15  14.28.13  161.214
 1983: SJASJERIN Viktor          URS   230762  37.63  1.54.36  6.55.43  14.25.29  160.557
 1984: SJASJERIN Viktor          URS   230762  37.59  1.53.70  6.49.15  14.25.29  159.669
 1987: GULJAJEV Nikolaj          URS   010166  37.24  1.52.70  6.51.28  14.28.45  159.356
 1988: FLAIM Eric                USA   090367  36.98  1.52.12  6.47.09  14.05.57  157.340
 1992: KOSS Johann Olav          NOR   291068  38.17  1.52.62  6.41.73  13.43.54  157.060
 1993: KOSS Johann Olav          NOR   291068  38.17  1.52.53  6.36.57  13.43.54  156.514
 1994: KOSS Johann Olav          NOR   291068  37.98  1.51.29  6.34.96  13.30.55  155.099
 1998: RITSMA Rintje             NED   130470  37.17  1.47.57  6.25.55  13.28.19  151.990
 1999: RITSMA Rintje             NED   130470  35.90  1.47.57  6.25.55  13.28.19  150.720
 
 2001: UYTDEHAAGE Jochem         NED   090776  36.54  1.46.32  6.20.82  13.23.02  150.213
 2002: UYTDEHAAGE Jochem         NED   090776  36.54  1.44.57  6.14.66  12.58.92  147.808
 2005: UYTDEHAAGE Jochem         NED   090776  36.40  1.44.57  6.14.66  12.58.92  147.668
```